# بارا مادهاب رایر چار
بارا مادهاب رایر چار (به لاتین: Bara Madhab Rayer Char) یک روستا در بنگلادش است که در استان باریسال و در ناحیه باریسال واقع شده است.